# 11 juin 1914
Le 11 juin 1914 est le 162e jour de l'année 1914 du calendrier grégorien. Il s'agit d'un jeudi.

## Événements
- Adolphe-Frédéric VI de Mecklembourg-Strelitz devient grand-duc de Mecklembourg-Strelitz, à la suite du décès de son père. Il reste en fonction jusqu'à sa mort le 23 février 1918[1].
- Gabriel Brin devient préfet du Loiret. Il succède à Gaston Poux-Laville et est remplacé à son tour le 7 juillet.

## Arts et culture
- Sortie du film Charlot et Fatty dans le ring avec Charlie Chaplin et Roscoe Arbuckle
- Sortie du film A Relic of Old Japan avec Sessue Hayakawa et Frank Borzage

## Naissances
- Gerald Mohr, acteur américain
- Magda Gabor, actrice américaine, mère de Zsa Zsa Gabor et Eva Gabor
- Jean Meyer, comédien français

## Décès
- Adolphe-Frédéric V de Mecklembourg-Strelitz, grand-duc de Mecklembourg-Strelitz